# 邦廷狸藻
邦廷狸藻（学名：Utricularia buntingiana）为狸藻属多年生小型附生食虫植物。其种加词“buntingiana”来源于美国植物采集者G·S·邦廷（G. S. Bunting）。邦廷狸藻为委内瑞拉的特有种，仅存在于少数地区：模式产地位于亨利·皮帝耶国家公园（Henri Pittier National Park），另一处分布地位于巴拉瓜纳半岛（Paraguana Peninsula），其他少数位于法尔孔州。1975年，彼得·泰勒最先描述了邦廷狸藻。其生长于山地森林内树枝上苔藓中，海拔分布范围为830米至1775米。其花期为6月至7月。仅邦廷狸藻与未及狸藻（U. praetermissa）具有两个弧形的花冠距。